# Stanko Vuk
Stanko Vuk, slovenski pesnik in pisatelj, * 12. november 1912, Miren, † 10. marec 1944, Trst.

## Življenjepis
Bil je otrok Antona in Rozalije Vuk roj. Mužulin. Že v zgodnjem otroštvu se je moral s starši zaradi bližine Soške fronte v begunstvo v Nazarje.
Po vojni je osnovno šolo obiskoval v domačem Mirnu, nato nižjo srednjo šolo in trgovsko šolo v Gorici ter akademijo, ki jo je leta 1930 zaključil v Ljubljani dve leti po prebegu čez mejo. Po dokončanju študija se je vrnil spet v Gorico, kjer je zaradi politične poostritve moral nazaj v 2. letnik. Ker je bil leta 1933 vpoklican k vojakom je maturiral leto kasneje. Nato je študiral na fakulteti za politiko in diplomatske vede Cà Foscari v Benetkah. 
Služboval je pri istrski MD v Trstu, v prvi polovici leta 1939 je bil pri vojakih.18. oktobra 1940 so ga zaprli in ga na drugem tržaškem procesu leta 1941 kot voditelja krščanskih socialistov obsodili na 15 let ječe v zaporu Fossana in Alessandria v Piemontu. Februarja 1944 mu je nemška oblast kazen izničila. Nemudoma se je vrnil v Trst, kjer se je pripravljal na odhod v partizane, a so ga v stanovanju neznanci ubili skupaj z ženo Danico (sestro Pinka Tomažiča) in pravnikom Dragom Zajcem star. (1912–1944), ki je bil takrat slučajno na obisku.

## Sklicu
1. 1 2  Slovenska biografija — Znanstvenoraziskovalni center Slovenske akademije znanosti in umetnosti. — ISSN 2350-5370